# Grignard
Pour les articles homonymes, voir Grignard (homonymie).
Un grignard, du nom du chimiste français Victor Grignard, est un appareil utilisé comme réacteur dans l'industrie chimique.
Il s'agit d'une cuve fermée, caractérisée par cinq éléments de base :
1. Une trappe trou d'homme, permettant inspection, contrôle et nettoyage, par l'insertion d'un bras ou d'une main pour les plus petits modèles ;
2. Un (ou plusieurs) thermomètre, destiné à contrôler l'avancement des réactions ;
3. Un mélangeur, qui homogénéise le mélange et ainsi influe sur la vitesse du processus en cours ;
4. Un manomètre, indicateur de la pression qui règne à l'intérieur (typiquement de −1,0 bar à +2,0 bar (l'équivalent de la pression dans un pneu d'automobile)) ; pour une pression supérieure, on parle d'« autoclaves », qui sont équivalents mais sans limite de pression intérieure ;
5. Un échappement appelé « évent », qui conduit généralement les gaz en surpression vers le réseau de gaz usés de l'usine.

Dans la région de Thimister, en Belgique, un Grignard désigne également un individu qui mange de la nourriture de basse qualité de façon grossière.